# Cherubino Binelli
Cherubino Binelli (Apuania, 28 giugno 1858 – Marina di Carrara, 7 novembre 1920) è stato un politico e imprenditore italiano.

## Biografia
Binelli apparteneva ad una delle famiglie di industriali più importanti di Carrara, proprietaria di svariate di cave di marmo e di segherie. Tra il 1891 e il 1894 è presidente della sezione locale del CAI.
Nelle elezioni del 1897 si presenta nel collegio di Massa-Carrara e risulta eletto con 4592 voti contro Silvio Pellerano. L'elezione viene però contestata e annullata. Nell'elezione suppletiva del 7 agosto 1898 viene confermato con 3662 voti.
Alle successive elezioni del 1900, Binelli è candidato contro Augusto Fusani, cavatore anarchico incarcerato per i moti del 1894 e candidato per protesta dalle forze popolari carraresi. Fusani risulta eletto per distacco, ma la sua elezione viene annullata e Binelli viene così rieletto per il suo secondo mandato.
Alle elezioni politiche del 1904 Binelli perde il seggio parlamentare in favore del candidato repubblicano Eugenio Chiesa. Al primo turno Binelli ottiene 1500 voti contro i 1400 di Chiesa e i 1200 del candidato socialista Francesco Betti, al ballottaggio viene però superato dal primo.
Nel 1907, dopo la caduta della giunta socialista guidata da Carlo Alberto Sarteschi, viene eletto sindaco di Carrara dalla nuova maggioranza monarchico-liberale.